# Mary Alice Young
Mary Alice Young è un personaggio della serie televisiva Desperate Housewives. Il suo personaggio muore nel primo episodio della serie, tuttavia compare spesso in flashback o addirittura in forma di visione. Inoltre i suoi commenti aprono e chiudono ogni episodio (tranne il sedicesimo della terza stagione, dove a fare da narratore è un altro personaggio deceduto, Rex Van de Kamp, e il diciannovesimo della quinta stagione, narrato dall'appena defunta Edie Britt). Dopo la morte, Mary Alice continua ad osservare il quartiere in cui ha vissuto ed è in grado di vedere cose che normalmente non potrebbe conoscere, scoprendo i segreti e le debolezze delle sue amiche. Mary Alice viveva al 4352 di Wisteria Lane.

## Il personaggio
Mary Alice è la più misteriosa delle casalinghe dato che si conoscono solo pochi pezzi della sua storia. Moglie amorevole, madre devota e amica generosa, Mary Alice Young si toglie la vita il 26 settembre 2004 all'età di 38 anni, sparandosi un colpo di revolver alla testa. Il suo corpo viene ritrovato dalla ficcanaso del quartiere, Martha Huber. Dato che la fine della donna sembra non avere senso, le sue quattro migliori amiche decidono di indagare sulle cause di quel gesto. Dopo aver trovato una lettera minacciosa in un vestito di Mary Alice, Bree Van De Kamp, Lynette Scavo, Susan Mayer e Gabrielle Solis, fanno una serie di scoperte. Infatti Mary Alice un tempo si chiamava Angela, e aveva avuto a che fare con un bambino scomparso. Quando Felicia Tilman arriva in città e si rende conto di aver conosciuto Mary Alice con la sua precedente identità, non passa molto tempo prima che scopra che cosa stava nascondendo la donna fino al punto di suicidarsi.
Infatti nel finale della prima stagione il mistero intorno alla morte di Mary Alice viene rivelato. Anni prima, Mary Alice (il cui vero nome è, appunto, Angela Forrest) scoprì di non poter avere figli. La donna comprò illegalmente un bambino, da una tossicodipendente, Deidre, e si trasferì a Wisteria Lane con suo marito Paul e il bambino per cominciare una nuova vita. La bellissima vita della famiglia Young però venne distrutta quando Deidre ricomparve, apparentemente riabilitata, per riprendersi il suo bambino. Dopo una furiosa lite, Mary Alice finì per ucciderla, davanti agli occhi del piccolo Dana, a cui avevano dato il nome Zach. Mary Alice e Paul fecero a pezzi il corpo della donna e lo sotterrarono sotto la piscina. Il padre di Zach si rivelerà essere Mike Delfino. Anni dopo, quando Martha Huber scoprì il segreto di Mary Alice tramite sua sorella Felicia che aveva lavorato con Angela, cominciò a mandarle lettere minatorie. In preda alla disperazione, Mary Alice si suicidò.

## Apparizioni
Dopo il suicidio avvenuto nell'episodio Pilota, il personaggio compare in vari episodi:
- Ritratto di famiglia: Susan ricorda di quando Mary Alice, poche settimane prima del suo suicidio, avesse annunciato di voler organizzare una cena a casa sua per il vicinato. La cena verrà poi organizzata in suo ricordo a casa di Bree, ma sarà un colossale disastro, in quanto Rex rivelerà agli ospiti i suoi problemi coniugali e andrà via di casa.
- Sensi di colpa: Sull'orlo di un esaurimento nervoso, Lynette fa un sogno ad occhi aperti in cui vede Mary Alice che le porge la pistola con cui si è uccisa. Più tardi, dopo aver confessato alle sue amiche la sua dipendenza dai farmaci, Lynette riesce finalmente a dormire, e sogna Mary Alice che le rivolge uno sguardo benevolo.
- Un giorno meraviglioso: In due diversi flashback viene svelato il mistero della famiglia Young. Viene inoltre rivelato che Felicia Tilman era una collega di Mary Alice quando quest'ultima lavorava come infermiera ed era conosciuta come Angela Forrest.
- Non c'è altro modo: Mary Alice compare brevemente in un flashback del marito Paul durante il prologo dell'episodio.
- Ricordare - Parte I e Ricordare - Parte II: Attraverso vari flashback, Mary Alice ricorda come abbia conosciuto le altre casalinghe di Wisteria Lane.
- Bang: All'inizio dell'episodio si scopre che Lynette sogna spesso del giorno in cui parlò a Mary Alice poco prima che si uccidesse e che ora è tormentata dal rimorso per non aver capito cosa aveva intenzione di fare la sua amica. Nel finale, dopo essere stata portata in ospedale in seguito alla sparatoria nel supermercato, Lynette fa un sogno diverso, nel quale prova a fermare Mary Alice, ma la donna le spiega che non si può prevenire ciò che non si può prevedere. Nella chiusura dell'episodio, Mary Alice spiega che quella è stata l'ultima volta in cui Lynette l'ha sognata, e di essere felice per questo.
- L'ombra di un sorriso: In un flashback Susan ricorda di quando lei e Mary Alice sorpresero Katherine mentre stava lasciando Wisteria Lane.
- Liberi: Mary Alice racconta attraverso un flashback della serata in cui, dopo aver fatto da babysitter a Dylan Davis, raccontò a Katherine di aver parlato con il suo ex-marito Wayne. Terrorizzata, Katherine decise di lasciare Wisteria Lane, ma i suoi piani furono sconvolti dal ritorno di Wayne e dalla morte improvvisa di Dylan.
- Tutto si può riparare: L'ultimo flashback riguardante Eli Scruggs vede come protagonista Mary Alice. La donna fu la prima ad offrire un lavoro ad Eli quando questi arrivò a Wisteria Lane senza un soldo in tasca. Due anni dopo, Eli (i cui affari andavano ormai molto bene) terminò una riparazione in casa Young e Mary Alice gli offrì in regalo il vaso che le aveva riparato il giorno in cui si erano conosciuti. Eli uscì di casa e, poco dopo, Mary Alice si uccise. Mentre tutto il vicinato si radunava attorno alla casa degli Young, Eli rimase nel suo furgone, sentendosi in colpa per non aver salvato la vita a Mary Alice. Da quel momento, il tuttofare di Wisteria Lane promise di dedicare la sua vita a risolvere i problemi delle persone che conosceva.
- Mostri ed altri mostri: Attraverso numerosi flashback che coinvolgono tutte le casalinghe, viene narrata la storia dello strangolatore di Wisteria Lane, Eddie Orlofsky. La prima casalinga ad essere venuta in contatto con Eddie è proprio Mary Alice; un giorno, facendo jogging, la signora Young assiste ad una lite furibonda fra la madre di Eddie, Barbara, e suo marito Hank. Al termine della lite Hank va via di casa dicendo di non aver mai voluto un figlio. Mary Alice quella sera si reca a casa di Barbara, offrendole il suo aiuto e un po' di compagnia. Qualche tempo dopo, Mary Alice va da Eddie per regalargli un peluche, ma scopre che il bambino è da solo in casa. Furiosa va da Barbara, che sta cercando di abbordare un uomo in un night club, la trascina via e si fa promettere che non anteporrà mai sé stessa al benessere di suo figlio. In realtà Barbara non manterrà la promessa e, appena Mary Alice esce da casa sua, la donna abbraccia il piccolo Eddie dicendogli che non è colpa sua se le ha rovinato la vita.
- Le brutte notizie viaggiano veloci: Mary Alice compare in un flashback all'inizio dell'episodio, ricordando come la sua vita a Wisteria Lane sembrasse un sogno, e di come il risveglio da quel sogno coincise con l'arrivo della lettera ricattatoria che la spinse al suicidio.
- Stabilire un legame: Mary Alice compare in un flashback all'inizio dell'episodio, spiegando cosa la accomunasse tanto a Bree Van de Kamp, vittima di un ricatto identico al suo.
- Ricomponendo i pezzi: Mary Alice appare in visione a Bree mentre tenta il suicidio: la donna si domanda come abbia fatto a perdere tutte quelle cose che rendevano perfetta la sua vita e Mary Alice le risponde che le cose cambiano; Bree allora chiede all'amica defunta se si sente felice nell'aldilà e lei le risponde che non si sente infelice, per poi svanire subito dopo.
- Fine della storia: Mary Alice compare all'inizio e alla fine dell'episodio conclusivo della serie. Nella prima apparizione racconta il suo trasferimento a Wisteria Lane e la successiva conoscenza di Martha Huber. L'ultima apparizione avviene durante la narrazione finale dell'episodio, accompagnata dall'apparizione di altri personaggi deceduti nel corso delle varie stagioni.